# M13/40
M13/40 a jeho zmodernizovaná verze M14/41, byl nejvýznamnějším italským středním tankem používaným ve druhé světové válce. Svým slabým pancéřováním a výzbrojí to byl typický tank počátku druhé světové války.
Koncem 30. let byl v Itálii zkonstruován střední tank M11/39, jehož konstrukce však vykazovala nedostatky. Největší vadou tohoto typu byl kanón umístěný v korbě a dva kulomety umístěné ve věži. Proto bylo rozhodnuto o jeho přestavbě, přičemž do věže byl instalován kanón Böhler ráže 47 mm, který přestal stačit roku 1942 na boj proti americkým tankům Grant a Sherman v severní Africe. Doplňkovou výzbrojí byly kulomety Breda umístěné v přední části korby. Zkoušky prototypu začaly na jaře 1940 a do července bylo zhotoveno prvních patnáct sériových kusů, které se účastnily bojů v průsmyku Sollum – Halfaya. Sériová výroba probíhala ve firmě Ansaldo Fossati až do července roku 1941 a dala celkem 1000 kusů.
Tanky byly používány v Africe, v Řecku a v Jugoslávii. Jako kořistní byly užívány v anglických a australských jednotkách v severní Africe. Byly používány i německou armádou, po kapitulaci Itálie byly Němci zkonfiskovány, označeny byly jako PzKpfw M13/40 735(i).
Modernizací tohoto typu vznikl M15/42, který již nestihl nasazení v severní Africe.